# イミトス山

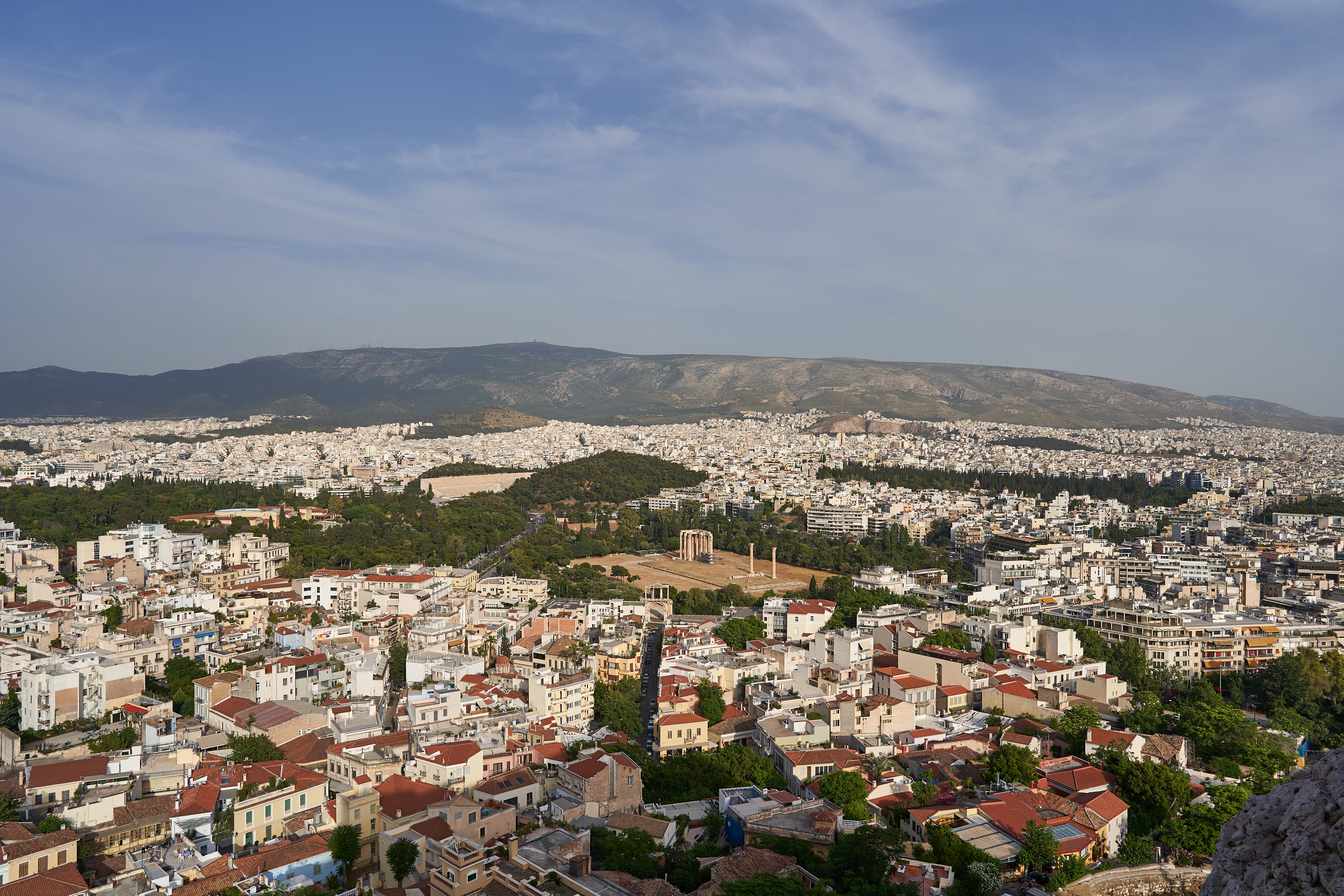
アクロポリスから東方のイトモス山を臨む。

イミトス山（希: Υμηττός, Hymettos）とは、ギリシャのアテネの東方にある山。
「イミトス山」という読み方は現代ギリシャ語の発音に合わせた読み方であり、古風な発音で「ヒュメットス山/ヒメトス山」等と表記されることもある。